# IGS Enkenbach-Alsenborn
Die Integrierte Gesamtschule Enkenbach-Alsenborn ist eine allgemeinbildende Schule mit gymnasialer Oberstufe im gleichnamigen Ort sowie eine von drei Biosphärenschulen in Rheinland-Pfalz, außerdem ist man Erasmus+ Schule. Schwerpunkte der Schule liegen im Fachbereich Sport sowie den MINT-Fächern, bei letzteren ist die Schule eine Netzwerkschule der Rheinland-Pfälzischen Technischen Universität Kaiserslautern-Landau. Die Schule hat etwa 900 Schülerinnen und Schüler und rund 80 Lehrkräfte.

## Geschichte
Die Schule ging 1994 als dreizügige Schule aus dem 1973/74 auf dem Mühlberg entstandenen Neubau der 1824 gegründeten Alten Schule (Alsenborn) hervor, seit 1997 wird die IGS Enkenbach-Alsenborn als eigenständige Gesamtschule geführt. Seit dem Schuljahr 2000/2001 verfügt die Schule auch über die Mainzer Studienstufe (MSS), also die gymnasiale Oberstufe/Sekundarstufe 2. Im Zuge dessen wurde im August 2002 der Bau eines neuen MSS-Gebäudes mit zwei großen Glasfassaden fertiggestellt, das Gebäude beinhaltet auch eine Aula für mehr als 200 Personen. Im Januar 2003 legte der erste Jahrgang sein Abitur ab. Seit dem Schuljahr 2005/2006 verfügt die IGS Enkenbach-Alsenborn über eine Ganztagsschule in Angebotsform. Im Juni 2006 wurde die neue, moderne Sportanlage eingeweiht und im Februar 2007 die neue Mensa fertiggestellt. Im Dezember 2009 wurden die Bauarbeiten am neu konzipierten Schulhof abgeschlossen, dieser verfügt nun unter anderem über ein Rondell mit Wasserspiel in seiner Mitte, eine Kletterwand, einen Fußball- und einen Basketballplatz sowie zahlreichen Grünflächen.

## Schulprofil

### Abschlüsse und Berufsorientierung
An der IGS Enkenbach-Alsenborn können alle Abschlüsse von der Berufsreife (Hauptschulabschluss) nach der 9. Klasse bis zur allgemeinen Hochschulreife (Abitur) nach der 13. Klasse erworben werden. Zur Berufsorientierung bietet die IGS neben den schulinternen Unterrichtsinhalten wie etwa einem Bewerbungstraining und dem vorhanden sein einer eigenen Lernwerkstatt etwa zur Vorbereitung für eine optimale Bewerbung oder eine Ausbildungsplatz-/ Studienplatzsuche ab der 7. Klasse auch ein breites Spektrum an außerschulischen Veranstaltungen und Kooperationen (z. B. mit der Industrie- und Handwerkskammer). Dazu gehört unter anderem ein zweiwöchiges Betriebspraktikum am Ende der 8. Klasse (für Ausbildungsberufe nach der 9. und 10. Klasse), der Besuch von Ausbildungsmessen, ein eigener Berufsorientierungsabend in der 9. Klasse sowie eine Zusammenarbeit mit dem Berufsinformationszentrum (BiZ) der Arbeitsagentur Kaiserslautern. Auch in der gymnasialen Oberstufe gibt es eine Reihe weiterer Möglichkeiten zur Berufsorientierung, darunter ein weiteres zweiwöchiges Betriebspraktikum in der 11. Klasse (diesmal mit dem Schwerpunkt akademische Berufe nach dem Abitur) oder der Besuch von Informationstagen der Hochschulen in der Region.

### Differenzierungsmodelle
Im Sinne des Konzepts einer Integrierten Gesamtschule werden die Schülerinnen und Schüler ab der 5. Klasse gemeinsam unterrichtet. Ab der 7. Klasse erfolgt entsprechend des jeweiligen Leistungsniveaus der einzelnen Schülerinnen und Schüler in den Hauptfächern Deutsch, Englisch und Mathematik dann eine äußere Leistungsdifferenzierung auf drei Niveaustufen (Grundkurs, Erweiterungskurs 1, Erweiterungskurs 2), in denen jeweils anhand der Lehrpläne von Hauptschulen (G-Kurs), Realschulen (E1-Kurs) oder Gymnasien (E2-Kurs) unterrichtet wird. Ab der 9. Klasse erfolgt auch in den naturwissenschaftlichen Fächern Biologie, Chemie und Physik die äußere Leistungsdifferenzierung auf die drei Niveaustufen. Während der gesamten Schulzeit wird das Leistungsniveau in jedem Fach immer wieder neu bewertet, wodurch auch anfänglich schwächere Schülerinnen und Schüler später noch die Möglichkeit haben, in E2-Kurse hochgestuft werden zu können oder umgekehrt, ohne einen Schulwechsel und einen harten Bruch vollziehen zu müssen. In der 10. Klasse entfällt in allen Fächern mit Leistungsdifferenzierung der Grundkurs. In den Fächern Gesellschaftslehre, Sport, Musik und Kunst erfolgt von der 5. bis zur 10. Klasse durchgängig ein gemeinsamer Unterricht im Klassenverband.
Zur persönlichen Schwerpunktförderung wählen die Schülerinnen und Schüler in der 6. Klasse eines der folgenden Wahlpflichtfächer (WPF) als 4. Hauptfach, das bis zur 10. Klasse belegt wird: Französisch (2. Fremdsprache), Arbeitslehre, Sport und Gesundheit, Ökologie, Computer und Technik (Informatik) oder Kunst-Kultur-Gestaltung.

### Schwerpunkt MINT
Ein Schwerpunkt der IGS Enkenbach-Alsenborn liegt auf den MINT-Fächern. Für Chemie, Physik und Biologie stehen insgesamt acht eigene Fachsäle zur Verfügung, dazu stehen weitere Forschungsmaterialien zur Verfügung, etwa ein eigenes Gentechniklabor in der Oberstufe. Für den Fachbereich Informatik stehen drei vernetzte Computerlabore zur Verfügung. Die IGS Enkenbach-Alsenborn bietet als eine der wenigen Schulen in Rheinland-Pfalz seit dem Schuljahr 2014/15 einen zum Abitur zugelassenen Informatik Leistungskurs in der Oberstufe an. In der gymnasialen Oberstufe bietet die Schule im MINT-Bereich Leistungskurse (LKs) in Biologie, Chemie, Informatik, Mathematik und Physik an, teilweise auch mit zwei Leistungskursen pro Fach. Alle Fächer können auch als Grundkurse belegt werden. Zum Unterrichtsangebot der MINT-Fächer gehören die Teilnahme an Wettbewerben, sowie in der Oberstufe auch Fachexkursionen, Projektarbeiten oder der Besuch von Vorlesungen der Rheinland-Pfälzischen Technischen Universität Kaiserslautern-Landau (RPTU) (siehe auch Abschnitt Netzwerke, Kooperationen und Initiativen).

### Schwerpunkt Sport

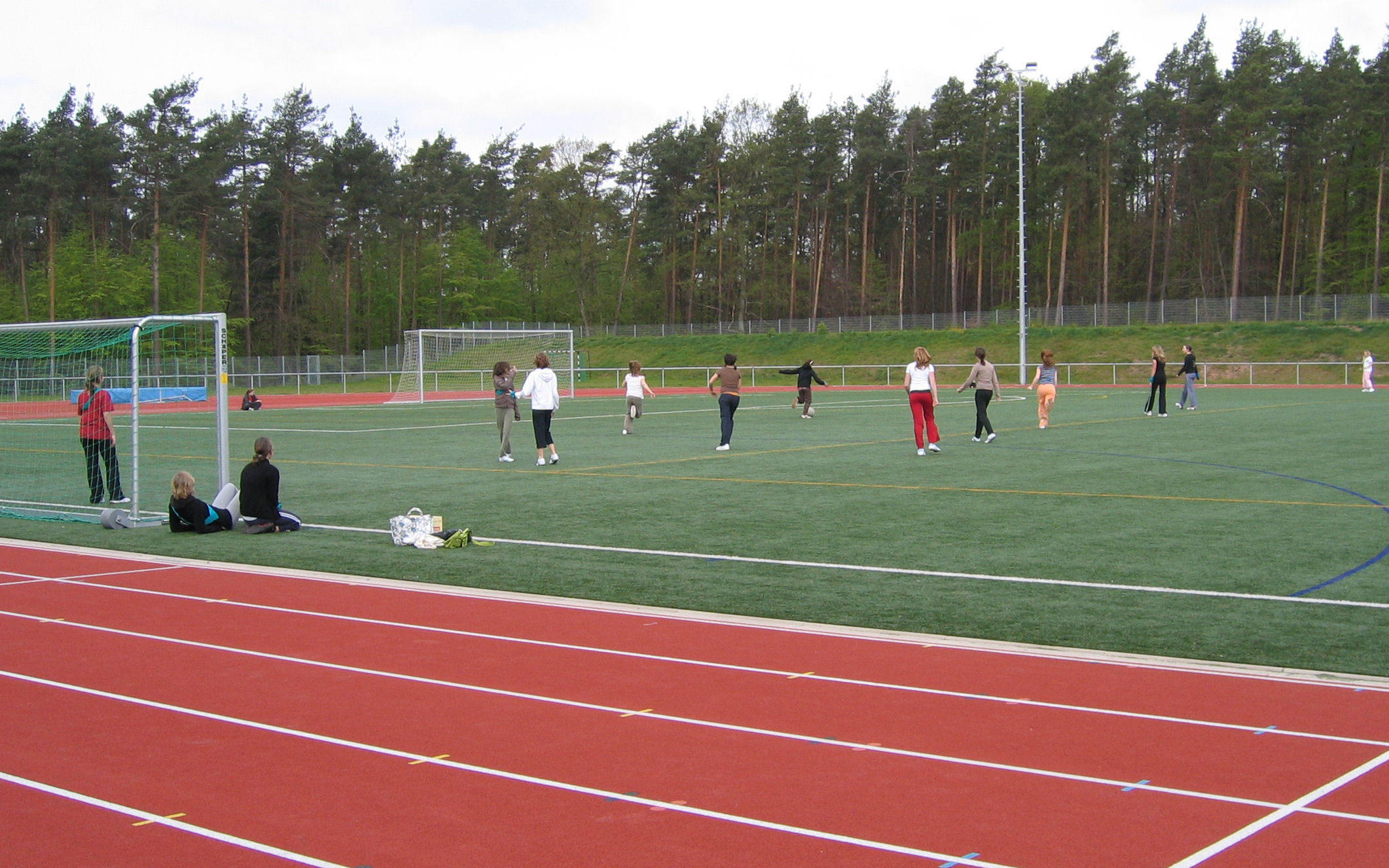
Sportanlage der IGS

Ein weiterer Schwerpunkt der Schule liegt auf dem Bereich Sport. Die Schule verfügt über eine Dreifachsporthalle mit Kletterwand und Krafttrainingsraum sowie eine große Freisportanlage mit Kunstrasenplatz, moderner Tartanbahn, Kleinfeldspielanlagen für Volleyball und Basketball und Anlagen für Weit- und Hochsprung sowie Kugelstoßen und Speerwurf. Durch die Zusammenarbeit mit der ortsansässigen Polizeischule kann die IGS Enkenbach-Alsenborn die Schwimmhalle für eine halbjährige Schwimmausbildung im Fach Sport in der 6. Klasse nutzen. An der Schule fanden zudem schon mehrere Projekte etwa zur Kameraführung auf Schienen (RTS) statt. In der Oberstufe bietet die Schule einen 7-stündigen Leistungskurs Sport an. Zu diesem gehört auch eine Skiexkursion ins österreichische Axamer Lixum in der 11. Jahrgangsstufe. Außerdem nimmt die Schule regelmäßig an zahlreichen außerschulischen Veranstaltungen teil, etwa Jugend trainiert für Olympia & Paralympics, dem Fritz-Walter Cup (2013 nahm man als Vizelandesmeister bei einem internationalen Turnier in Budapest teil), dem Triathlon in Neukirchen oder dem MLP-Marathon in Mannheim.

### Gesellschafts- und sprachwissenschaftliche Fächer
Die Schülerinnen und Schüler sind nicht gezwungen, eines oder mehrere der Fächer der beiden Schwerpunktbereiche zu wählen. Genauso können in der gymnasialen Oberstufe auch gesellschaftswissenschaftliche Leistungskurse (Erdkunde, Geschichte, Sozialkunde) und/oder sprachwissenschaftliche Leistungskurse (Deutsch, Englisch) belegt werden, teilweise gibt es bis zu drei Leistungskurse pro Fach. Als weitere Fremdsprachen bietet die IGS Enkenbach-Alsenborn als Grundkurs Französisch und Latein an. Zur Ergänzung der geisteswissenschaftlichen Fächern gibt es unter anderem vielfältige Exkursionen im kulturellen und historischen Bereich (z. B. Theaterbesuche, Besuch des Goethe-Hauses in Frankfurt, Barockschloss Mannheim, Landesarchiv Koblenz, Besuche in Verdun oder der KZ-Gedenkstätten Osthofen oder Natzweiler-Struthof) sowie die alljährliche Zeitzeugen-Vortragsreihe zum 9. November (siehe Abschnitt Netzwerke, Kooperationen und Initiativen).

## Netzwerke, Kooperationen, Initiativen und Auszeichnungen
- Die Schule nimmt regelmäßig erfolgreich an Veranstaltungen wie „Jugend forscht“ oder dem „Europäischen Kulturwettbewerb“ teil.[3]
- Als einzige Gesamtschule überhaupt ist die IGS Enkenbach-Alsenborn eine der 96 in Deutschland zum Juvenes Translatores-Übersetzungswettbewerb der Europäischen Union zugelassenen Schulen.[21]
- Seit 2004 bietet die Schule – damals als eine der ersten in Rheinland-Pfalz – den Europäischen Computerführerschein an.[3]
- Alljährlich zum 9. November, dem „Schicksalstag der deutschen Geschichte“ (Novemberrevolution und Ausrufung der Republik 1918, Hitler-Ludendorff-Putsch 1923, Reichspogromnacht 1938, Mauerfall 1989), bzw. teilweise auch zum Holocaust-Gedenktag (27. Januar) veranstaltet die Schule eine Vortragsreihe, bei der Zeitzeugen oder Experten der jeweiligen Ereignisse eingeladen werden. Zu Gast waren unter anderem schon Erika Rosenberg-Band, Jutta Fleck, Freya Klier oder Wolfgang Welsch.[19]
- Seit 2010 ist die Schule eine Ausbildungsschule für die Lehrämter an Gymnasien und Realschulen Plus in Rheinland-Pfalz.[3]
- Seit 2010 gibt es an der IGS Enkenbach-Alsenborn eine feste Schulsozialarbeit.[22]
- Seit 2013 ist die IGS Enkenbach-Alsenborn als eine der ersten Schulen in Rheinland-Pfalz eine MINT-freundliche Schule.[23]
- Seit Anbeginn seines Bestehens im Jahr 2013 gehört die IGS Enkenbach-Alsenborn zum Netzwerk der RPTU Kaiserslautern-Landau (kurz TU-Net). TU-Net steht für eine Intensivierung und Weiterentwicklung des vom rheinland-pfälzischen Ministerium für Bildung angeregten Kooperationsaufbaus zwischen Schule und Universität. Damit einher geht eine vertraglich abgesicherte, enge institutionelle Kooperation zwischen der IGS Enkenbach-Alsenborn und der RPTU Kaiserslautern-Landau bei Forschung, Lehre und Fortbildung in den MINT-Fächern (Mathematik, Physik, Chemie, Biologie und Informatik).[24][25]
- Seit 2014 gehört die Schule dem bundesweiten Aktionsnetzwerk „Schule mit Courage – Schule ohne Rassismus“ an.[26]
- Alljährlich zur Weihnachtszeit beteiligt sich die Schule unter dem Motto „Schreib für Freiheit“ am Briefmarathon von Amnesty International. Dabei schreiben die Schülerinnen und Schüler sowohl Solidaritätsbekundungen an Menschen weltweit, deren Menschenrechte verletzt wurden, als auch Aufforderungen an Regierungen weltweit, gewaltlose politische Gefangene freizulassen und Unrecht zu beenden.[27][28]
- Die IGS Enkenbach-Alsenborn gehört über viele Jahre dem Netzwerk der ökologischen Schulen in Rheinland-Pfalz an, nach der 2015 von den Vereinten Nationen beschlossenen Agenda 2030 für nachhaltige Entwicklung gehört die Schule auch dem Netzwerk Bildung für nachhaltige Entwicklung (BNE-Schule) an.[29]
- Im Zuge der nationalen Initiative „MINT – Zukunft schaffen“ ist die IGS Enkenbach-Alsenborn seit 2019 – als zur ersten Generation der ausgezeichneten Schulen gehörend –  als „Digitale Schule“ ausgezeichnet.[30]
- Seit 2021 ist die IGS Enkenbach-Alsenborn Erasmus+ Schule der Europäischen Union. Das Erasmus+ Programm ermöglicht Schülerinnen und Schülern Aufenthalte im EU-Ausland zu Lernzwecken mit finanzieller Förderung.[31]
- Im Jahr 2021 bewarb sich die Schule erfolgreich für das Pilotprojekt des UNESCO-Biosphärenreservats Pfälzerwald-Nordvogesen zur Entwicklung einer nachhaltig handelnden Bildungseinrichtung, unter dem Motto „Natürlich-Fair-Nachhaltig“ sammelten die Schülerinnen und Schüler mehr als 80 verschiedene Ideen zur Umsetzung. Seit Juni 2022 ist die IGS Enkenbach-Alsenborn eine von drei ausgezeichneten Biosphärenschulen in Rheinland-Pfalz.[32][33][34][35]
- Ende 2022 wurde die IGS Enkenbach-Alsenborn mit dem offiziellen Siegel „Lebensretterschule“ ausgezeichnet. Die Schule hat bereits mehrfach gemeinsam mit der Stefan-Morsch-Stiftung, Deutschlands erster Knochenmark- und Stammzellspenderdatei, Typisierungsaktionen zur Registrierung von Stammzellenspenderinnen- und spendern durchgeführt und Informationsveranstaltungen zum Thema Leukämie (Blutkrebs) abgehalten. Bei einer Fachexkursion besichtigten Schülerinnen und Schüler der Biologie auch das Speziallabor der Stiftung in Birkenfeld.[36]

## Internationale Partnerschulen und Ruanda-Engagement

### Partnerschulen
Zu den Partnerschulen der IGS Enkenbach-Alsenborn gehören:
- Collège Les Avrils in Saint Mihiel,  Frankreich
- GS Kampanga und Jango Primary,  Ruanda
- Gymnasium Dobrodzien (deutsch Guttentag),  Polen
- Pleasant Valley High School in Pennsylvania,  Vereinigte Staaten

In der 8. Klasse haben die Schülerinnen und Schüler des Wahlpflichtfachs Französisch die Möglichkeit an einem Austausch mit der Partnerschule in St. Mihiel in Frankreich (der Ort ist zugleich Partnergemeinde von Enkenbach-Alsenborn) teilzunehmen. Der traditionelle Schüleraustausch findet seit 2024 im Rahmen von Erasmus+ statt. Außerdem unternehmen alle Schülerinnen und Schüler des Wahlpflichtfachs Französisch sowie der Französischkurse der Oberstufe eine alljährliche Tagesfahrt im Wechsel nach Straßburg mit Besuch im Europaparlament, Metz, Nancy oder zur KZ-Gedenkstätte Natzweiler-Struthof / Europäisches Zentrum des deportierten Widerstandskämpfers in den Vogesen.
Für den zweijährlich stattfindenden zweiwöchigen Schüleraustausch mit der Partnerschule in den USA können sich im Rahmen von GAPP (German American Partnership Program) alle Schülerinnen und Schüler ab der 10. Jahrgangsstufe bewerben. Dabei wohnen die Schülerinnen und Schüler in den USA bei ihren Austauschpartnern, die im darauffolgenden Jahr auch zwei Wochen lang nach Enkenbach-Alsenborn zum Gegenbesuch kommen. Zum Programm in den USA gehört neben der Teilnahme am regulären Unterricht an der Pleasant Valley High School auch ein Aufenthalt in New York City.

### Ruanda-Engagement
Für alle Schülerinnen und Schüler ab der 8. Klasse steht der alle zwei bis drei Jahre stattfindende, knapp dreiwöchige Ruanda-Austausch, geschaffen im Zuge der Partnerschaft des Landes Rheinland-Pfalz mit dem afrikanischen Land, offen. Unter dem Motto „Zwei Welten!? – Eine Gemeinschaft“ befassen sich die Schülerinnen und Schüler in der entsprechende Arbeitsgemeinschaft (AG) mit aktuellen politischen und kulturellen Gegebenheiten des Landes sowie mit Themen aus dem Bereich des Globalen Lernens, etwa dem Thema Landwirtschaft und Ernährung. Bei allen Themen stehen globale Zusammenhänge wie die Frage der Nachhaltigkeit und der Gerechtigkeit im Zentrum. Außerdem leistet die IGS Enkenbach-Alsenborn mit ihren Partnern auch finanzielle Unterstützung und Entwicklungshilfe vor Ort. Die Vor-Ort-Begegnungen in den Jahren 2015/16, 2018/19 und 2022/23 wurden im Rahmen des ENSA-Programms mit Mitteln des Bundesministeriums für wirtschaftliche Zusammenarbeit und Entwicklung gefördert.

#### Auszeichnungen für das Ruanda-Engagement
Für das langjährige Engagement hat die IGS Enkenbach-Alsenborn mehrere Auszeichnungen erhalten:
- „Kinderwelten-Award“: 1. Platz unter 362 Bewerbern beim bundesweiten Wettbewerb „Teilen lohnt sich“ für besonders nachhaltiges Engagement (dotiert mit 5.000 €), 2010[46]
- Sozialpreis der Verbandsgemeinde Enkenbach-Alsenborn, 2014[47]
- Preis für Toleranz und Völkerverständigung des Ambassador Club Deutschland (dotiert mit 4.000 €), 2021[48]
- Sonderpreis des Landes Rheinland-Pfalz für das Projekt „What do you put on your plate? – Landwirtschaft und Ernährung in Ruanda und Deutschland“ beim bundesweiten Schulwettberwerb des Bundespräsidenten zur Entwicklungspolitik Eine Welt für Alle (dotiert mit 500 €), 2024[49]